# Cyanomitra oritis
Cyanomitra oritis е вид птица от семейство Nectariniidae.